# Hôtel Paris (Prague)
L'hôtel Paris (tchèque : Hotel Paříž Praha) est un établissement 5 étoiles de luxe de style Art nouveau situé à Prague, en République tchèque. Il se trouve dans le centre de Prague, dans la Vieille Ville. Il a été construit en 1904. En 1984, il a été déclaré monument historique.

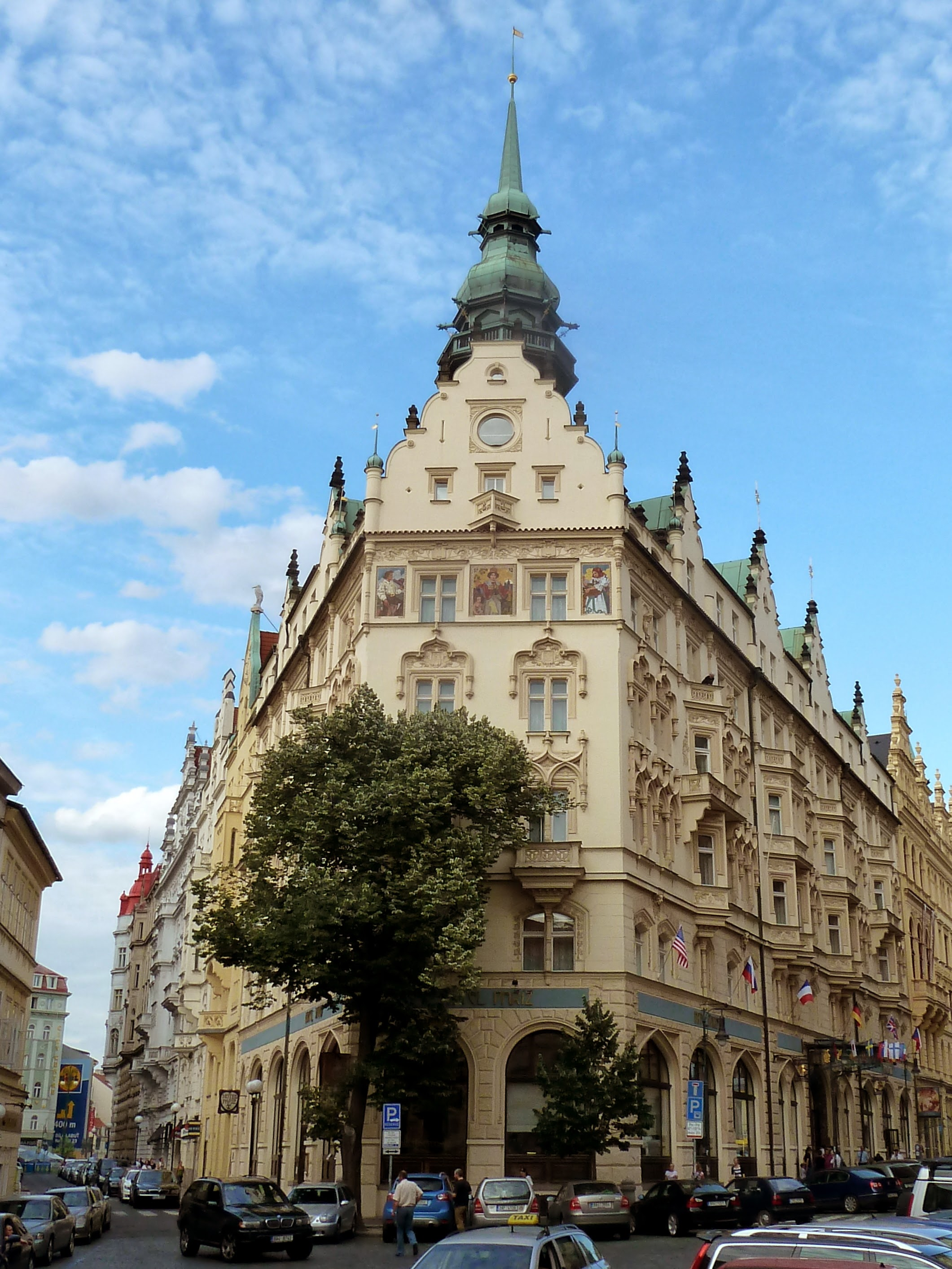
Hôtel Paris
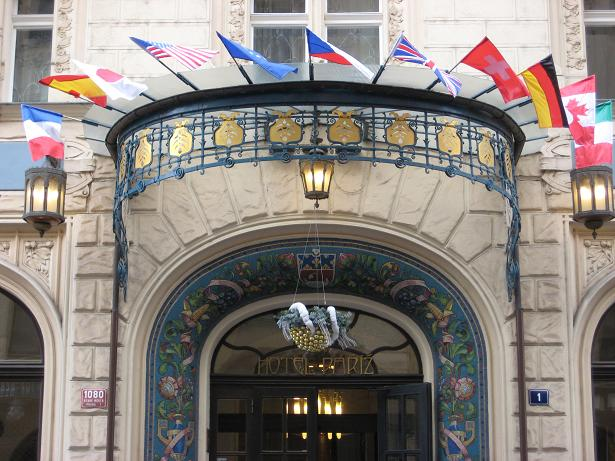